# Fény által kiváltott tüsszentés
A fény által kiváltott tüsszentés (ACHOO-szindróma - Autosomal Dominant Compelling Helio-Ophthalmic Outbursts of Sneezing; fotikus tüsszentési reflex) a szervezet olyan, erős fényre adott válaszreakciója, mely során az egyént érő hirtelen, erős fényhatás következtében tüsszentési inger alakul ki, amely tüsszentésben teljesedik ki. Ezt a tüsszentési ingert igen nehéz szabályozni. A fény által kiváltott tüsszentés az emberek 18-35 százalékát érinti, ugyanakkor a folyamat még nincs teljesen feltérképezve.

## Áttekintés
A fény által kiváltott tüsszentési inger egymás után többször is kialakulhat, ha az egyén huzamosabb ideig erős fényhatásnak van kitéve. E reakció fokozottabban jelentkezik akkor, ha az adott személy hosszabb időt töltött el korábban sötétebb helyen, például egy épületben, majd ezt követően kimegy a szabadba, ahol erős fényhatás éri a napsugárzás miatt. Bár még nem tanulmányozták megfelelő alapossággal e jelenség hátterét, de feltételezések szerint a népesség 18-35 százalékát érinti.
A fény által kiváltott tüsszentés reflexét már évszázadokkal ezelőtt lejegyezték. Arisztotelész görög filozófus az elsők között volt, aki foglalkozott e jelenséggel i. e. 350 körül, amikor is felfedezte, hogy az erős fénybe való nézés egyeseknél tüsszentést okoz. A témával a Problémák című könyvében foglalkozott. Feltételezése szerint a nap melege izzadást vált ki az orrban, ami arra ingerli a szaglószervet, hogy tüsszentés útján szabaduljon meg a váladéktól. A 17. században Francis Bacon megcáfolta Arisztotelész állítását. Csukott szemmel nézett a napba, amely így nem váltott ki tüsszentési ingert. Bacon feltételezte, hogy a jelenség hátterében inkább az emberi szem reakciója állhat. Rájött, hogy a napba való nézés könnyezést vált ki, amely a könnycsatornákon keresztül az orrba szivárog, ahol tüsszentési ingert vált ki. Bár hosszú ideig úgy tűnt, hogy ez a legkézenfekvőbb magyarázat a jelenség hátterére, később tudósok rámutattak arra, hogy a tüsszentés túl hamar következik be az erős fény hatására, tehát a könnyeknek ennyi idő alatt nincs idejük eljutni a szemből az orrba.
1964-ben Henry Everett nevezte először e jelenséget fény által kiváltott tüsszentésnek. Ilyenkor az idegrendszer az erős fényhatásról meglehetősen gyorsan küld idegi ingerületet a központi idegrendszernek. Dr. Everett feltételezte, hogy az idegrendszer rendellenes működési reakciójáról van szó. A fény által kiváltott tüsszentési reflex kialakulásának genetikai okairól egyelőre keveset tudunk, valamint egyelőre nem találtak olyan gént, amely összefüggésbe hozható lenne a jelenséggel. Jóllehet e jelenség bizonyos családokban gyakrabban jelentkezik és öröklődik.
„A Zürichi Egyetem kutatása szerint az a legvalószínűbb, hogy a fénytüsszentők látóidege és az orruk nyálkahártyájának idegei túl közel vannak egymáshoz, így a fényre nemcsak a látóideg, hanem a nyálkahártya is reagál, ebből lesz a tüsszentés.”

## Hátrányai
Genetikusan öröklődik, és veszélyes lehet bizonyos szakmákban, például ha egy vadászpilóta a fénytüsszentés miatt másodpercekre elvakul, vagy ha az alagútból a fényre érve egy autó sofőrjével történik ugyanez, bár ezeket a helyzeteket napszemüveggel egyszerűen lehet kezelni.

## Fordítás
Ez a szócikk részben vagy egészben  a   Photic sneeze reflex című angol Wikipédia-szócikk ezen változatának fordításán alapul.  Az eredeti cikk szerkesztőit annak laptörténete sorolja fel. Ez a jelzés csupán a megfogalmazás eredetét és a szerzői jogokat jelzi, nem szolgál a cikkben szereplő információk forrásmegjelöléseként.